# &Twice
&Twice è il terzo album in studio (secondo in lingua giapponese) del gruppo musicale sudcoreano Twice, pubblicato il 19 novembre 2019 dalla Warner Music Japan.

## Tracce
1. Fake & True – 3:39
2. Stronger – 3:14
3. Breakthrough – 3:37
4. Changing! – 3:42
5. Happy Happy – 3:26
6. What You Waiting For – 3:21
7. Be OK – 3:08
8. Polish – 3:01
9. How U Doin' – 3:29
10. The Reason Why – 3:46

Traccia esclusiva del repackage
1. Swing – 3:22

## Classifiche

### Classifiche settimanali
| Classifica (2019) | Posizione massima |
| ----------------- | ----------------- |
| Giappone          | 1                 |

### Classifiche di fine anno
| Classifica (2019) | Posizione |
| ----------------- | --------- |
| Giappone          | 25        |